# Country-Musik 1988
Die Liste bietet eine Übersicht über das Jahr 1988 im Genre Country–Musik.

## Ereignisse
- 21. Mai – Im New Yorker Madison Square Garden findet ein großes Country–Musik–Konzert statt. Teilnehmer sind: Alabama, The Judds, George Strait und Randy Travis.[1]
- Time–Life Records veröffentlicht den ersten Teil der „Country USA“ Serie. Die Serie sollte schließlich 23 Jahrgänge von 1950 bis 1972 umfassen.
- Für die Fernsehserie Großstadtrevier schrieb Truck Stop das gleichnamige Titellied. Obwohl die Serie 1986 Premiere hatte, erschien das Lied erst in diesem Jahr als B-Seite der Single Tanz mit mir

## Top Hits des Jahres

### Jahresendcharts
Dies ist die Top 10 der Year–End–Charts, die vom Billboard–Magazin erhoben wurde.
1. Don't Close Your Eyes – Keith Whitley
2. If You Change Your Mind – Rosanne Cash
3. Set 'Em Up Joe – Vern Gosdin
4. Strong Enough to Bend – Tanya Tucker
5. Bluest Eyes in Texas – Restless Heart
6. I Couldn't Leave You If I Tried – Rodney Crowell
7. If It Don’t Come Easy – Tanya Tucker
8. I'm Gonna Get You – Eddy Raven
9. Joe Knows How to Live – Eddy Raven

### Nummer–1–Hits
- 9. Januar – I Can't Get Close Enough – Exile
- 16. Januar – One Friend – Dan Seals
- 23. Januar – Where Do the Nights Go – Ronnie Milsap
- 30. Januar – Goin' Gone – Kathy Mattea
- 6. Februar – Wheels – Restless Heart
- 13. Februar – Tennessee Flat Top Box – Rosanne Cash
- 20. Februar – Twinkle, Twinkle Lucky Star – Merle Haggard
- 27. Februar – I Won't Take Less Than Your Love – Paul Davis, Tanya Tucker, and Paul Overstreet
- 5. März – Face to Face – Alabama featuring K.T. Oslin
- 21. März – Too Gone Too Long – Randy Travis
- 19. März – Life Turned Her That Way – Ricky Van Shelton
- 26. März – Turn It Loose – The Judds
- 2. April – Love Will Find Its Way to You – Reba McEntire
- 19. April – Famous Last Words of a Fool – George Strait
- 16. April – I Wanna Dance With You – Eddie Rabbitt
- 23. April – I'll Always Come Back – K.T. Oslin
- 30. April – It's Such a Small World – Rodney Crowell mit Rosanne Cash
- 7. Mai – Cry, Cry, Cry – Highway 101
- 14. Mai – I'm Gonna – Eddy Raven
- 21. Mai – Eighteen Wheels and a Dozen Roses – Kathy Mattea
- 4. Juni – What She is (is a Woman in Love) – Earl Thomas Conley
- 11. Juni – I Told You So – Randy Travis
- 25. Juni – He's Back and I'm Blue – Desert Rose Band
- 2. Juli – If It Don't Come Easy – Tanya Tucker
- 9. Juli – Fallin' Again – Alabama
- 16. Juli – If You Change Your Mind – Rosanne Cash
- 23. Juli – Set 'Em Up Joe –Vern Gosdin
- 30. Juli – Don't We All Have the Right – Ricky Van Shelton
- 6. August – Baby Blue – George Strait
- 13. August – Don't Close Your Eyes – Keith Whitley
- 20. August – Bluest Eyes in Texas – Restless Heart
- 27. August – The Wanderer – Eddie Rabbitt
- 3. September – I Couldn't Leave You If I Tried – Rodney Crowell
- 10. September – (Do You Love Me) Just Say Yes – Highway 101
- 17. September – Joe Knows How to Live – Eddy Raven
- 24. September – Addicted – Dan Seals
- 1. Oktober – We Believe in Happy Endings – Earl Thomas Conley mit Emmylou Harris
- 8. Oktober – Honky Tonk Moon – Randy Travis
- 15. Oktober – Streets of Bakersfield – Dwight Yoakam mit Buck Owens
- 22. Oktober – Strong Enough to Bend – Tanya Tucker
- 29. Oktober – Gonna Take a Lot of River – The Oak Ridge Boys
- 5. November – Darlene – T. Graham Brown
- 12. November – Runaway Train – Rosanne Cash
- 19. November – I'll Leave This World Loving You – Ricky Van Shelton
- 3. Dezember – I Know How He Feels – Reba McEntire
- 10. Dezember – If You Ain't Lovin' (You Ain't Livin') – George Strait
- 17. Dezember – A Tender Lie – Restless Heart
- 24. Dezember – When You Say Nothing at All – Keith Whitley

### Weitere Hits
Die Auswahl beschränkt sich auf Songs, die in den Country–Billboard–Charts in die Top 20 gekommen sind.
| US | Single                                    | Künstler                                     |
| -- | ----------------------------------------- | -------------------------------------------- |
| 9  | Always Late with Your Kisses              | Dwight Yoakam                                |
| 8  | Americana                                 | Moe Bandy                                    |
| 5  | Another Place, Another Time               | Don Williams                                 |
| 2  | Baby I'm Yours                            | Steve Wariner                                |
| 15 | The Best I Know How                       | The Statler Brothers                         |
| 10 | Blue Love                                 | The O’Kanes                                  |
| 5  | Blue to the Bone                          | Sweethearts of the Rodeo                     |
| 10 | Boogie Woogie Fiddle Country Blues        | Charlie Daniels Band                         |
| 4  | Button Off My Shirt                       | Ronnie Milsap                                |
| 9  | Chill Factor                              | Merle Haggard                                |
| 6  | Chiseled in Stone                         | Vern Gosdin                                  |
| 4  | Crying Shame                              | Michael Johnson                              |
| 7  | Desperately                               | Don Williams                                 |
| 4  | Do You Believe Me Now                     | Vern Gosdin                                  |
| 10 | Don't Give Candy to a Stranger            | Larry Boone                                  |
| 11 | Everybody's Sweetheart                    | Vince Gill                                   |
| 6  | The Factory                               | Kenny Rogers                                 |
| 4  | The Gift                                  | The McCarters                                |
| 2  | Give a Little Love                        | The Judds                                    |
| 8  | Givers and Takers                         | S–K–O                                        |
| 7  | Goodbye Time                              | Conway Twitty                                |
| 4  | Heaven Can't Be Found                     | Hank Williams Jr.                            |
| 14 | High Ridin' Heroes                        | David Lynn Jones with Waylon Jennings        |
| 12 | I Didn't (Every Chance I Had)             | Johnny Rodriguez                             |
| 8  | I Don't Have Far to Fall                  | Skip Ewing                                   |
| 28 | I Give You Music                          | The McCarters                                |
| 7  | I Have You                                | Glen Campbell                                |
| 2  | I Should Be with You                      | Steve Wariner                                |
| 12 | I Still Believe                           | Lee Greenwood                                |
| 18 | I Want a Love Like That                   | Judy Rodman                                  |
| 7  | I Will Whisper Your Name                  | Michael Johnson                              |
| 5  | I Wish That I Could Fall in Love Today    | Barbara Mandrell                             |
| 9  | I Wouldn't Be a Man                       | Don Williams                                 |
| 6  | I'll Give You All My Love Tonight         | The Bellamy Brothers                         |
| 5  | I'll Pin a Note on Your Pillow            | Billy Joe Royal                              |
| 13 | I'm Gonna Love Her on the Radio           | Charley Pride                                |
| 3  | I'm Gonna Miss You, Girl                  | Michael Martin Murphey                       |
| 18 | I'm Tired                                 | Ricky Skaggs                                 |
| 2  | I've Been Lookin‘                         | Nitty Gritty Dirt Band                       |
| 10 | If My Heart Had Windows                   | Patty Loveless                               |
| 16 | If Ole Hank Could Only See Us Now         | Waylon Jennings                              |
| 8  | If the South Woulda Won                   | Hank Williams Jr.                            |
| 17 | It Keeps Right on Hurtin‘                 | Billy Joe Royal                              |
| 8  | It's Only Make Believe                    | Ronnie McDowell                              |
| 5  | Just Lovin' You                           | The O’Kanes                                  |
| 9  | Just One Kiss                             | Exile                                        |
| 4  | The Last Resort                           | T. Graham Brown                              |
| 9  | Letter Home                               | The Forester Sisters                         |
| 18 | A Little Bit Closer                       | Tom Wopat                                    |
| 2  | A Little Bit in Love                      | Patty Loveless                               |
| 20 | Louisiana Rain                            | John Wesley Ryles                            |
| 3  | Love Helps Those                          | Paul Overstreet                              |
| 4  | Love of a Lifetime                        | Larry Gatlin and the Gatlin Brothers         |
| 5  | Lyin' in His Arms Again                   | The Forester Sisters                         |
| 5  | Mama Knows                                | Shenandoah                                   |
| 14 | Midnight Highway                          | Southern Pacific                             |
| 13 | Money                                     | K. T. Oslin                                  |
| 11 | My Baby's Gone                            | Sawyer Brown                                 |
| 2  | New Shade of Blue                         | Southern Pacific                             |
| 7  | No More One More Time                     | Jo–El Sonnier                                |
| 5  | Oh What a Love                            | Nitty Gritty Dirt Band                       |
| 2  | Old Folks                                 | Ronnie Milsap & Mike Reid                    |
| 2  | One Step Forward                          | The Desert Rose Band                         |
| 4  | One True Love                             | The O’Kanes                                  |
| 11 | Only Love Can Save Me Now                 | Crystal Gayle                                |
| 10 | Out of Sight and on My Mind               | Billy Joe Royal                              |
| 6  | Please, Please Baby                       | Dwight Yoakam                                |
| 9  | Real Good Feel Good Song                  | Mel McDaniel                                 |
| 9  | Rebels Without a Clue                     | The Bellamy Brothers                         |
| 5  | Santa Fe                                  | The Bellamy Brothers                         |
| 5  | Satisfy You                               | Sweethearts of the Rodeo                     |
| 9  | Saturday Night Special                    | Conway Twitty                                |
| 9  | She Doesn't Cry Anymore                   | Shenandoah                                   |
| 17 | She's No Lady                             | Lyle Lovett                                  |
| 5  | Shouldn't It Be Easier Than This          | Charley Pride                                |
| 16 | Some Old Side Road                        | Keith Whitley                                |
| 8  | Spanish Eyes                              | Willie Nelson with Julio Iglesias            |
| 5  | Still Within the Sound of My Voice        | Glen Campbell                                |
| 7  | Strangers Again                           | Holly Dunn                                   |
| 2  | Summer Wind                               | The Desert Rose Band                         |
| 5  | Sunday Kind of Love                       | Reba McEntire                                |
| 8  | Sure Thing                                | Foster & Lloyd                               |
| 16 | Talkin' to Myself Again                   | Tammy Wynette                                |
| 4  | Talkin' to the Wrong Man                  | Michael Martin Murphey (with Ryan Murphey)   |
| 9  | Tear–Stained Letter                       | Jo–El Sonnier                                |
| 8  | Tell Me True                              | Juice Newton                                 |
| 18 | Texas in 1880                             | Foster & Lloyd                               |
| 17 | Thanks Again                              | Ricky Skaggs                                 |
| 6  | That's My Job                             | Conway Twitty                                |
| 9  | That's That                               | Michael Johnson                              |
| 5  | That's What Your Love Does to Me          | Holly Dunn                                   |
| 2  | This Missin' You Heart of Mine            | Sawyer Brown                                 |
| 5  | Timeless and True Love                    | The McCarters                                |
| 5  | Touch and Go Crazy                        | Lee Greenwood                                |
| 5  | True Heart                                | The Oak Ridge Boys                           |
| 4  | Untold Stories                            | Kathy Mattea                                 |
| 7  | We Must Be Doin' Somethin' Right          | Eddie Rabbitt                                |
| 6  | What Do You Want from Me This Time        | Foster & Lloyd                               |
| 9  | Wilder Days                               | Baillie & the Boys                           |
| 6  | Wildflowers                               | Dolly Parton, Linda Ronstadt, Emmylou Harris |
| 4  | Workin' Man (Nowhere to Go)               | Nitty Gritty Dirt Band                       |
| 20 | You Can't Fall in Love When You're Cryin‘ | Lee Greenwood                                |
| 2  | Young Country                             | Hank Williams Jr.                            |
| 17 | Your Memory Wins Again                    | Skip Ewing                                   |

### Deutschsprachige Singles
- Big White Diesel – Truck Stop
- Freunde – Tom Astor
- International Airport – Tom Astor
- Tanz mit mir (B-Seite: Großstadtrevier) – Truck Stop

## Alben

### Jahres–End–Charts
Dies ist die Top 10 der Year–End–Charts, die vom Billboard–Magazin erhoben wurde.
1. Always & Forever – Randy Travis
2. Wild Eyed Dream – Ricky Van Shelton
3. 80′s Ladies – K. T. Oslin
4. Born to Boogie – Hank Williams, Jr.
5. Greatest Hits Vol. II – George Strait
6. King’s Record Shop – Rosanne Cash
7. The Royal Treatment – Billy Joe Royal
8. If You Ain’t Lovin’ You Ain’t Livin’ – George Strait
9. The Last One to Know – Reba McEntire
10. Just Us – Alabama

### Nummer–1–Alben
- 26. Dezember 1987 – Always & Forever – Randy Travis
- 27. Februar – 80′s Ladies – K. T. Oslin
- 5. März – Wild Eyed Dream – Ricky Van Shelton
- 15. März – Always & Forever – Randy Travis
- 16. April – Wild Eyed Dream – Ricky Van Shelton
- 23. April – If You Ain’t Lovin’ You Ain’t Livin’ – George Strait
- 7. Mai – Always & Forever – Randy Travis
- 11. Juni – Reba – Reba McEntire
- 6. August – Live – Alabama
- 13. August – Wild Streak – Hank Williams, Jr.
- 27. August – Old 8x10 – Randy Travis
- 22. Oktober – Buenas Noches from a Lonely Room – Dwight Yoakam
- 29. Oktober – Greatest Hits – The Judds
- 5. November – Loving Proof – Ricky Van Shelton

### Weitere Alben
Die Auswahl beschränkt sich auf Alben, die in die Top 20 der US-Country-Album-Charts gekommen sind.
| US | Album                      | Künstler                 | Record Label |
| -- | -------------------------- | ------------------------ | ------------ |
| 4  | Big Dreams in a Small Town | Restless Heart           | RCA          |
| 7  | Chiseled in Stone          | Vern Gosdin              | Columbia     |
| 12 | Comin' Home to Stay        | Ricky Skaggs             | Epic         |
| 7  | Copperhead Road            | Steve Earle              | MCA          |
| 8  | Diamonds & Dirt            | Rodney Crowell           | Columbia     |
| 8  | Don't Close Your Eyes      | Keith Whitley            | RCA          |
| 8  | Highway 101, Volume 2      | Highway 101              | Warner Bros. |
| 16 | Homesick Heroes            | The Charlie Daniels Band | Epic         |
| 7  | Honky Tonk Angel           | Patty Loveless           | MCA          |
| 20 | I Should Be with You       | Steve Wariner            | MCA          |
| 9  | Monongahela                | The Oak Ridge Boys       | MCA          |
| 11 | One Time, One Night        | Sweethearts of the Rodeo | Columbia     |
| 12 | Pontiac                    | Lyle Lovett              | Curb/MCA     |
| 6  | Rage On                    | Dan Seals                | Capitol      |
| 11 | River of Time              | Michael Martin Murphey   | Warner Bros. |
| 9  | Shadowland                 | k.d. lang                | Sire         |
| 9  | Strong Enough to Bend      | Tanya Tucker             | Capitol      |
| 2  | This Woman                 | K. T. Oslin              | RCA          |
| 21 | Tired of the Runnin‘       | The O’Kanes              | Columbia     |
| 6  | What a Wonderful World     | Willie Nelson            | Columbia     |

### Deutschsprachige Alben
- Fest im Sattel – Truck Stop (2LP)
- Ich möcht’ so gern Dave Dudley hör’n – Truck Stop (Kompilation)
- Ruf Teddybär Eins-Vier – Jonny Hill (Kompilation)

## Geboren
- 15. März: Wesley MacInnes
- 30. März: Jordan Davis
- 29. April: Michael Ray
- 24. Mai: Billy Gilman
- 20. Juli: Julianne Hough
- 16. August: Lisa McHugh
- 21. August: Kacey Musgraves
- 17. November: Reid Perry

## Gestorben
- 29. Februar: Vaughn Horton
- 24. August: Nat Stuckey
- 20. September: Leon McAuliffe
- 6. Dezember: Roy Orbison

## Neue Mitglieder der Hall of Fames

### Country Music Hall of Fame
- Loretta Lynn
- Roy Rogers

### Canadian Country Music Hall of Fame
- Jack Feeney

### ARIA Hall of Fame
- Slim Dusty

### Nashville Songwriters Hall of Fame
- Hoagy Carmichael

## Die wichtigsten Auszeichnungen

### Grammy Awards
- Best Country Vocal Performance, Female – 80's Ladies – K.T. Oslin
- Best Country Vocal Performance, Male – Always & Forever – Randy Travis
- Best Country Performance By A Duo Or Group With Vocal – Trio – Dolly Parton, Linda Ronstadt, and Emmylou Harris
- Best Country Vocal Collaboration – Ronnie Milsap und Kenny Rogers
- Best Country Instrumental Performance (Orchestra, Group Or Solist) – String Of Pars – Asleep At The Wheel
- Best Country Song – Forever And Ever, Amen – Don Schlitz und Paul Overstreet – Interpret: Randy Travis[5]

### Juno Awards
- Country Male Vocalist of the Year – Murray McLauchlan
- Country Female Vocalist of the Year – k.d. lang
- Country Group or Duo of the Year – Family Brown

### Academy of Country Music Awards
- Entertainer Of The Year – Hank Williams Jr.
- Song Of The Year – Forever And Ever Amen – Randy Travis – Autoren: Paul Overstreet, Don Schlitz
- Single Of The Year – Forever And Ever Amen – Randy Travis
- Album Of The Year – Trio – Dolly Parton, Emmylou Harris und Linda Ronstadt
- Top Male Vocalist – Randy Travis
- Top Female Vocalist – Reba McEntire
- Top Vocal Duo – The Judds
- Top Vocal Group – Highway 101
- Top New Male Vocalist – Ricky Van Shelton
- Top New Female Vocalist – K.T. Oslin
- Video Of The Year – 80's Ladies – K.T. Oslin (Regisseur: Jack Cole)

### ARIA Awards
- Best Country Album – This Town – Flying Emus

### Country Music Association Awards
- Entertainer of the Year – Hank Williams Jr.
- Male Vocalist of the Year – Randy Travis
- Female Vocalist of the Year – K. T. Oslin
- Horizon Award – Ricky Van Shelton
- Vocal Group of the Year – Highway 101
- Vocal Duo of the Year – The Judds
- Vocal Event of the Year – Emmylou Harris, Dolly Parton und Linda Ronstadt
- Album of the Year – Hank Williams Jr.
- Song of the Year – K. T. Oslin
- Single of the Year – Kathy Mattea
- Musician of the Year – Chet Atkins

### American Music Awards
- Favorite Country Male Artist – Randy Travis
- Favorite Country Female Artist – Reba McEntire
- Favorite Country Band/Duo/Group – Alabama
- Favorite Country Album – Always & Forever – Randy Travis
- Favorite Country Song – Forever and Ever, Amen – Randy Travis
- Favorite Country Video – Forever and Ever, Amen – Randy Travis

### Canadian Country Music Association
- Entertainer of the Year – k.d. lang
- Male Artist of the Year – Ian Tyson
- Female Artist of the Year – k.d. lang
- Group of the Year – Family Brown
- SOCAN Song of the Year – One Smokey Rose, Tim Taylor (Performer: Anita Perras)
- Single of the Year – One Smokey Rose, Anita Perras
- Album of the Year – Shadowland, k.d. lang
- Top Selling Album – Always & Forever, Randy Travis
- Vista Rising Star Award – Blue Rodeo
- Duo of the Year – Anita Perras and Tim Taylor